# Hướng Hiệp
Hướng Hiệp là một xã thuộc huyện Đakrông, tỉnh Quảng Trị, Việt Nam.

## Địa lý
Xã Hướng Hiệp là một xã miến núi có diện tích 142,25 km², dân số năm 2016 là 5.109 người, mật độ dân số đạt 42 người/km².
Có hai dân tộc anh em cùng làm ăn sinh sống. Trong đó dân tộc Bru Vân kiều chiếm 97,04% còn lại là dân tộc Kinh.

## Hành chính
Xã Hướng Hiệp được chia thành 7 thôn: Phú An, Xa Rúc, Xa Vi, Ruộng, Ra Lu, Khe Hà, Gia Giã.

## Xã hội
Dân cư sống rải rác dọc Quốc lộ 9.
Có 3 thôn Khe Hiên, Kreng, Pa Loang thuộc vùng sâu, vùng xa đặc biệt khó khăn, giao thông đi lại còn tạm bợ, mùa mưa lụt thường bị cô lập bởi hệ thống sông, suối.
Bộ máy hành chính Nhà nước nằm ở trung tâm xã, có 02 đơn vị kho quân khí, 02 Trường tiểu học, 01 Trường trung học cơ sở,và 01 Trạm Y tế với đầy đủ Y dụng cụ, máy móc thiết bị cùng đội ngũ Y, BS tận tâm phục vụ cho công tác chăm sóc sức khỏe nhân dân. Hiện nay xã đã đạt chuẩn Quốc gia về Y tế và Trường tiểu học số 01 đạt chuẩn Quốc gia về giáo dục. Đời sống kinh tế chủ yếu là nông nghiệp nhưng do địa hình là đồi núi, thiếu đất canh tác nên phát triển chậm, trình độ văn hóa đã phổ cập THCS.